# Process art

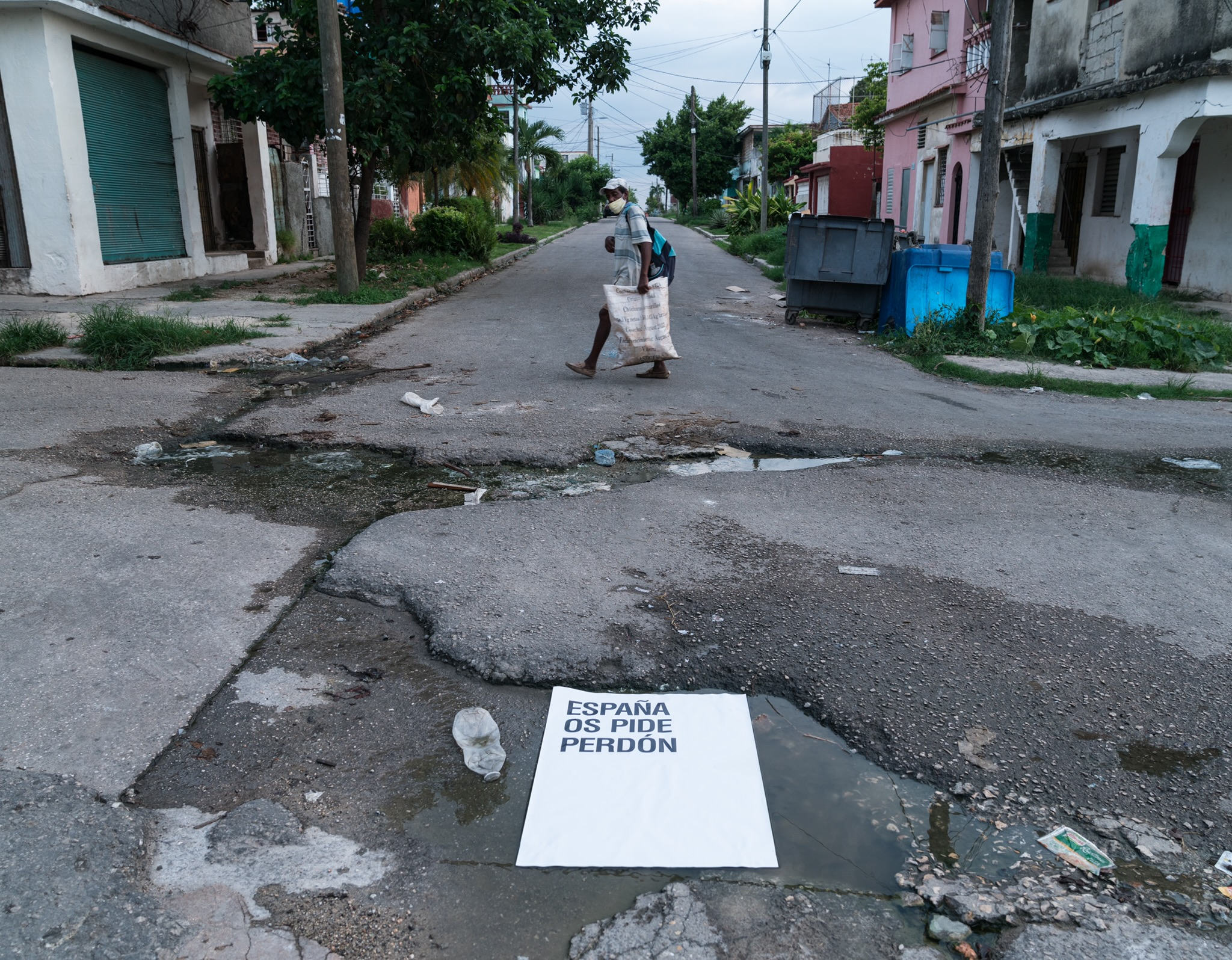
"L'Espagne vous demande pardon" par Abel Azcona.

Le process art ou art processuel est un mouvement artistique apparu dans les années 1960 et 1970 mettant l'accent sur le processus de création.

## Présentation
L'art processuel s'attache à l’activité, au geste de l’artiste, à son attitude et son intention, plus qu'à l'objet produit lui-même.
Certains événements fondateurs de l'art processuel sont les expositions « Quand l'attitude devient forme », montée par Harald Sneezman à la Kunsthalle de Berne en 1969, et « Anti-Illusion: Procedures/Materials », par Marcia Tucker au Whitney Museum, également en 1969, ainsi que le 112, Greene Street à Manhattan, lieu de vie et d'activité de plusieurs artistes, dont Gordon Matta-Clark, dans les années 1970,.
Le process art est influencé par l'art conceptuel contemporain d'avant-garde qui a été développé dans les années 1960 sur la base des idées de l'art minimal et de la performance. Les œuvres d’art de transformation visent à sensibiliser les artistes et les spectateurs au temps et à l'espace, à intégrer les antécédents de leur développement à l’œuvre, ainsi qu’à initier et à contrôler les développements de manière concrète et à les rendre consciemment perceptibles.
Le « processus » dans le process art fait référence au processus de formation de l'art : la collecte, le tri, la compilation, l'association, la structuration et, en outre, le lancement d'actions et de procédures. Le process art concerne l'action réelle et la manière dont les actions peuvent être définies comme une œuvre d'art réelle ; voir l'art comme une pure expression humaine. Le process art implique souvent une motivation, une raison et une intentionnalité inhérentes. Par conséquent, l'art est considéré comme un parcours ou un processus créatif plutôt que comme un produit livrable ou final.
Dans l'art processuel, l'atelier de l'artiste devient parfois un espace d'exposition  à part entière, afin de se libérer des conventions d'exposition des galeries traditionnelles de type « cube blanc ».
Le process art est proche de l'arte povera.

## Personnalités
Parmi les personnalités représentatives du process art figurent les Américains Robert Morris, Bruce Nauman, Richard Serra, Lynda Benglis, Keith Sonnier, Barry Le Va, l'Italien Michelangelo Pistoletto, le Japonais Jirō Takamatsu, et, en Allemagne, Joseph Beuys, Jochen Gerz, Eva Hesse, Klaus Rinke, Ulrich Rückriem et Franz Erhard Walther.
Moins connus sont les artistes Helène Aylon, Chris Drury (en), Christopher Le Tyrell, Alan Scarritt, Tim Semple, Gary Kuehn (en), Aida Tomescu (en), Richard Van Buren (en) et Teresa Margolles.